# Daredevil (Lev Gleason Publications)
Daredevil è un personaggio dei fumetti del genere supereroistico, alter ego di Bart Hill esordito nel settembre 1940 edito dalla Lev Gleason Publications nel periodo definito come Golden Age. Il personaggio è solo omonimo del più celebre personaggio della Marvel Comics. Il personaggio ebbe un notevole successo arrivando a vendere sei milioni di copie. Anche se il Daredevil originale smise di comparire nelle storie originali verso la fine del decennio ebbe un forte impatto sulle generazioni di futuri creatori di fumetti influenzati dalla capacità di raccontare grintosa e creativa di Charles Biro, suo principale scrittore e illustratore.

## Storia editoriale

### Lev Gleason Publications
Il Daredevil originale venne creato da Jack Binder per riempire le ultime otto pagine della testata Silver Streak nº 6 del settembre 1940. Jack Cole, futuro creatore di Plastic Man un anno dopo, rinnovò il personaggio nel numero successivo promuovendolo ad antagonista del personaggio principale di Silver Streak, il criminale Claw. L'ultimo fumetto venne scritto da Don Rico, lo stesso autore che avrebbe successivamente scritto le storie del personaggio fino al nº 17, nel dicembre 1941. L'editore Lev Gleason aveva lanciato la sua serie dedicata a Daredevil con l'episodio, Daredevil Battles Hitler nº 1, del marzo 1941, nel quale Daredevil e altri eroi di Silver Streak combattevano il Führer. Come era avvento con Capitan America il fumetto anticipò il coinvolgimento degli Stati Uniti nella seconda guerra mondiale. Il fumetto venne scritto e parzialmente illustrato da Charles Biro, il quale continuò a lavorarci fino a Daredevil Comics nº 2 rendendolo nei suoi sedici anni di vita editoriale uno dei personaggi più amati e acclamati della Golden Age. Biro riscrisse le origini di Daredevil nel nº 18 dell'agosto 1943 descrivendone anche l'identità segreta: il suo nome originale era Bart Hill, un uomo cresciuto dagli aborigeni nell'entroterra australiano. Biro introdusse popolari personaggi di supporto come i Little Wise Guys nell'episodio di Daredevil nº 13 dell'ottobre 1942, una "kid gang" simile alla Newsboy Legion della DC Comics, formata da Curly, Jocko, Peewee, Scarecrow e Meatball, quest'ultimo ucciso dopo due episodi. Verso la fine degli anni quaranta la moda dei supereroi stava scemando e i Little Wise Guys vennero ulteriormente valorizzati in modo che lo stesso Daredevil venisse accantonato definitivamente nel nº 70 del gennaio 1950. La serie continuò fino al nº 134 nel settembre 1956.

### Altre case editrici
Daredevil è un personaggio immaginario di pubblico dominio, perciò molte case editrici lo hanno utilizzato in numerose occasioni.

#### AC Comics
Verso la fine degli anni ottanta, la AC Comics riprese Daredevil come parte del suo universo supereroistico. Rinominato Reddevil, comparve come personaggio ospite in Femforce dal nº 45 al nº 50, prima di ottenere un ruolo principale nell'auto conclusivo Reddevil nº 1, del 1991.

#### First Publications
Daredevil fu uno dei tanti eroi della Golden Age che comparve nella miniserie Alter Ego di Roy Thomas. Qui venne soprannominato, Doubledare.

#### Image Comics
Daredevil, come molti eroi della Golden Age di pubblico dominio, compare anche in Nex Issue Project della Image Comics, guidato dall'editore della Image Erik Larsen.
È comparso anche nel nº 141 della serie Savage Dragon di Larsen, numero in cui sono ricomparsi diversi supereroi della Golden Age. In Savage Dragon nº 148, Daredevil debuttò come membro di supporto regolare della serie, e, nello stesso numero vengono riportati in vita anche i Little Wise Guys.

#### Dynamite Entertainment
Una variante del personaggio di Daredevil compare nella serie a fumetti, Progetto Superpoteri, dello scrittore Jim Krueger e dell'artista Alex Ross. Nella serie, fu rinominato The Death-Defying Devil. Nel 2008, la Dynamite Entertainment ne ha ricavato una miniserie dedicata interamente al personaggio, scritto da Joe Casey con illustrazioni di Edgar Salazar. Nella serie, una persona del "passato" di Devil - che indossava una versione di colore verde del costume di Devil ed autonominatosi "Dragon", credeva che l'eroe ritornato fosse un impostore, ed era determinato a esporre tale teoria. Si è scoperto così che Dragon era Curly, ex membro dei Little Wise Guys, il quale ha rivelato che il vero Devil "era morto nel 1987".

#### Metahuman Press
Nel sito web immaginario Metahuman Press, la storia di Nicholas Ahlhelm, Living Legends, presentava una versione moderna e misteriosa di Daredevil in cui, dopo aver passato anni sotto la tortura di Claw, venne rinominato il Codardo.

#### Wild Cat Books
Daredevil comparve anche in Legends of the Golden Age, un'antologia incentrata su lui e Black Terror. Barry Reese contribuì a una delle storie riportate nell'antologia, che fu pubblicata nel gennaio 2009 dalla Wild Cat Books.

## Biografia del personaggio
Da bambino, Bart Hill fu reso muto dallo shock per aver visto suo padre assassinato e marchiato da un pezzo di ferro incandescente. Orfano, crebbe per diventare un lanciatore di boomerang, come omaggio alla cicatrice a forma di boomerang lasciata sul suo petto. Come Batman, introdotto anni prima, indossò un costume per intraprendere le vendette del vigilante.
Dopo la sua parziale rinnovazione dovuta al numero seguente dal suo debutto, rimasero invariati solo l'identità di Hill, la cintura a spillo e il boomerang; la storia del mutismo fu abbandonata senza motivo ed il suo costume, simmetricamente diviso tra un pallido giallo e un blu scuro, venne rimpiazzato dai colori rosso scuro e blu.

## Impatto culturale
In onore al Daredevil della Golden Age, il Devil della Marvel (in originale Daredevil) avrebbe indossato un costume simile nella serie Mutant-X ambientato in una realtà alternativa pubblicata nel volume in Mutant-X Annual 2001. In più lo speciale di Daredevil del 2000 collaborava con un gruppo simile ai Little Wise Guys. Un omaggio simile, ma precedente, avvenne nella serie, Kingdom Come, della DC Comics, in cui un personaggio, Peter Cannon, alias Thunderbolt, indossava un costume molto simile a quello del Daredevil della Golden Age.